# Loverboy
Loverboy — канадская рок-группа, образованная в 1979 году в канадском городе Калгари провинции Альберта. На протяжении 1980-х годов группа записала многочисленные хиты в Канаде и Соединённых Штатах, заработав четыре мультиплатиновых альбома и продавая миллионы записей. Синглы группы, в частности «Turn Me Loose» и «Working For The Weekend», стали хитами и до сих пор слышны на многих радиостанциях, транслирующих классический рок и классические хиты на всей территории Соединённых Штатов и Канады. В настоящее время группа базируется в Ванкувере, Британская Колумбия.

## История

### 1979—1983
Сообщалось, что название было выбрано во время просмотра журнала, где они увидели объявление «Cover Girl». Название Cover Girl было переименовано в Cover Boy, а затем вновь переименовано в Loverboy.
Дебютное выступление группы, с Джимом Кленчем на басу, состоялось на разогреве у Kiss в Pacific Coliseum в городе Ванкувер 19 ноября 1979 года (вскоре после этого выступления Кленч был заменён Скоттом Смитом).
Первоначально группе ответили отказом все крупные звукозаписывающие компании в Соединённых Штатах, но им удалось подписать контракт с Columbia Records, и 20 марта 1980 года Loverboy отправились в студию с продюсером Брюсом Фейрбейрном и Бобом Роком, чтобы записать то, что должно было стать их одноименным дебютным альбомом.
Группа состояла из: 
Майка Рено (род. в Нью-Вестминстере, Британская Колумбия 8 января 1955, бывший участник группы Moxy, как Майк Риноски) на вокале, 
Пола Дина (род. в Ванкувере, провинция Британская Колумбия (род. 19 февраля 1946 года); экс-участник Streetheart и Scrubbaloe Caine) на гитаре и вокале, 
Джима Кленча (который ранее играл в April Wine и BTO, (род. Монреале 1 мая 1949), однако быстро заменённого Скоттом Смитом из Виннипега (род. 13 февраля, 1955) на бас-гитаре, Дуга Джонсона (род. в Нью-Вестминстере 19 декабря 1957) на клавишных и Мэтта Френетта (род. в Калгари 7 марта 1954) на барабанах (также бывший участник Streetheart).
Выйдя, этим же летом альбом стал хитом в Канаде, при более 700.000 проданных пластинок. В ноябре 1980, этот альбом стал их дебютом в Америке и продался там в количестве двух миллионов копий. Группа отправилась на гастроли в этом году, выступив на более чем 200 концертах с такими группами, как Cheap Trick, ZZ Top, Kansas и Def Leppard.
Следующий альбом группы, Get Lucky, был выпущен в октябре 1981 года, когда они играли на открытии концерта группы Journey, включал хиты «Working For The Weekend» и «When It’s Over». Альбом стал самым продаваемым в США, достигнув седьмой строчки в чартах Billboard и был продан более чем в четырёх миллионах экземпляров. В том же году Loverboy получил шесть премий Juno (высшая награда за музыку в Канаде) в течение одного года, что стало рекордом, который до сих пор не побит. Группа позже получит три дополнительные награды Juno, увеличив общее число наград до 9, и это число является наибольшим среди когда-либо полученных группами или сольными исполнителями.
Loverboy выпустили свой третий альбом, Keep It Up, в 1983 году. Его первый сингл «Hot Girls In Love» стал самым успешным на тот момент, достигнув одиннадцатой строчки в чартах США. Видеоклип на песню, а также последующий сингл «Queen of the Broken Hearts», были очень популярны на MTV, и группа отправилась в своё первое турне в качестве хедлайнеров.

### 1984—1989
В 1984 году Loverboy записали песню команды Соединённых Штатов, «Nothing’s Gonna Stop You Now», для летних Олимпийских игр 1984 года. Песня появилась только на Официальной Музыке Игр 1984 года, но не была представлена ни на одном из своих альбомов или сборников, но они часто играли её на своих гастролях в ходе турне «Queen of the Broken Hearts».
Также в 1984 году Loverboy записали песню под названием «Destruction», которая появилась в саундтреках 1984 года повторно отредактированной версии фильма 1927 года Metropolis
Четвёртый альбом группы, Lovin' Every Minute of It стал первым, который продюсировал не Фейрбейрн (он был спродюсирован Томом Элломом, известному по работе продюсером с Judas Priest). Альбом был выпущен в 1985 году, с заглавным синглом, написанным Маттом Ленджем и песней «This Could Be The Night», написанной в соавторстве с Джонатаном Кейном из Journey, песни стали хитами в десятке лучших журнала Billboard. В 1986 году группа записала «Heaven In Your Eyes», песню, представленную в фильме Top Gun, которая достигла 12 строчки в чарте Billboard. Тем не менее, Дуг Джонсон отказался появляться на видео, чувствуя, что фильм прославлял войну.
В 1987 году последовал выпуск альбома Wildside. Пока группа создала небольшой хит «Notorious», написанный в соавторстве с Джоном Бон Джови и Ричи Самборой, альбом не заимел больших продаж, и группа распалась в 1988 году из-за ухода Джонсона, а также из-за творческих и личных разногласий между Дином и Рено. Дин выпустил сольный альбом Hardcore в мае 1989 года и альбом лучших хитов Loverboy, Big Ones, был выпущен позже в этом же году, чтобы выполнить обязательства Loverboy перед Columbia Records. Группа ненадолго воссоединилась в конце 1989 года в турне в его поддержку (с Джеральдо Валентино Доминелли на клавишных вместо Джонсона), но расстались снова в конце тура.

### 1991—2004
В 1991 году группа снова объединилась, чтобы к ним примкнули коллеги Брайан Адамс и Бон Джови, с целью помощи в сборе денег для друга и коллеги Брайана Маклеода из группы Chilliwack, который боролся с раком. Группа сообщила, что концерт был самым забавным из всех, на которых они выступали за все свои годы, и что они хотели бы сделать это снова. Они выступили на другом концерте в Канаде в следующем году, до начала 64-концертного тура в США в 1993 году. 
Лейбл группы выпустил их второй и третий альбомы-сборники, Loverboy Classics и Temperature's Rising в 1994 году. Loverboy Classics стал золотым в 1998 году, совпадающего с другим американским туром. За это время Дуг Джонсон не был с группой, бывший клавишник группы Trooper Ричард Сера заменил его. 
После выпуска альбомов Six и Super Hits в 1997 году, группа продолжила туры (Джонсон вернулся в группу в 2000 г.) до 30 ноября 2000 года, когда басист Скотт Смит был объявлен мёртвым после того, как потерялся в море.
Группа выпустила свой первый концертный альбом, Live, Loud and Loose, в 2001 году, который состоял из отреставрированных ранних концертных записей времен интенсивных гастролей группы с 1982 по 1986 год. 2001 год также принёс ещё одну череду туров, на этот раз посвящённых бывшему члену их группы Скотту Смиту.

### 2005—настоящее время
Loverboy отметили 25 лет вместе в 2005 году, и начали выступать в отдельных городах, чтобы отметить это событие. Этот тур продолжился с концертами, запланированными также в августе 2006 года. Также, в 2005 году Loverboy были показаны в Hit Me, Baby, One More Time, где они исполнили «Working For The Weekend» и кавер-версию «Hero» на шоу Энрике Иглесиаса. В настоящее время в состав группы входят все оригинальные участники, за исключением Скотта Смита, который был заменен на басу в начале 2001 года Кеном Синнаеви (бывшим членом The Guess Who, Рэдом Райдером, также Дином и Френэттом (до Loverboy был в Streetheart).
В 2006 году, через двадцать пять лет после своего первого релиза, над альбомом Get Lucky провели ремастеринг и он был переиздан с несколькими ранее не издававшимися песнями, в том числе оригинальным демо «Working For The Weekend».
В видео-интервью марта 2007 года, вокалист Майк Рено подтвердил, что группа закончила запись нового студийного альбома, выпущенного в 2007 году Новый альбом был назван Just Getting Started и был выпущен в октябре, с клипом на первый сингл «The One That Got Away» доступным на MySpace странице группы. Группа продолжает гастролировать по всей Канаде и Соединенным Штатам.
Группа была включена в Канадский зал музыкальной славы во время награждения на 2009 Juno Awards.
21 февраля 2010 года группа выступила на церемонии награждения на Олимпиаде в Ванкувере 2010 года.
В июне 2012 года группа объявила о своем новом альбоме Rock 'n' Roll Revival, который будет выпущен лейблом Frontier Records. В настоящее время группа находится в туре с Journey и Night Ranger.

## На телевидении
В 1990 году песня «Working For The Weekend» использовалась в популярном скетч-шоу Saturday Night Live с участием Криса Фарли и Патрика Суэйзи, бывшими на прослушивании Chippendales dancers. Песня также была представлена в 2002 году в игре Grand Theft Auto: Vice City, играя на рок-радиостанции V-Rock, а также в играх Saints Row 2 и Shaun White Snowboarding. Также, была показана в 2001 году комедии «Образцовый самец». Песня полностью звучала в конце фильма Роба Зомби «Призрачный мир Эль Супербисто»,  использовалась в качестве фоновой музыки рекламы Diet Pepsi. Песня также появилась в фильме Click, была показана в третьем эпизоде Regular Show, а также в фильме «Ангелы Чарли: Только вперёд». Песня также играла в рекламе Toyota, показывая водителя Кайла Буша, поющего песню во время вождения Toyota Camry 2012 года.
Некоторые из их песен были представлены в 2001 году в культовой комедии «Жаркое американское лето» в августе 1981 года. В 2006 году песня «Turn Me Loose» была показана в фильме «Адреналин» (в ролях Джейсон Стейтем).
В раннем эпизоде «Южного парка» (An Elephant Makes Love to a Pig) есть несколько отсылок на вымышленную песню Loverboy, «Pig and Elephant DNA Just Won’t Splice».
В мультсериале Aqua Teen Hunger Force в эпизоде Revenge of the Mooninites, Эрр использует пояс Foreigner чтобы «„Turn Master Shake Loose“ for „Hot Girls in Love“ because he’s „Working for the Weekend“» (Игра слов с названиями песен группы — «Чтобы заставить мастера оторваться для „Горячих Влюбленных Девочек“ потому что он „Работал на Выходных“»). Когда это не сработало, было выявлено, что «это песни Loverboy, и Loverboy всегда отдыхали». (Хотя Карл сказал, что он видел их в Madison Square Garden в 1985 году, и то что они «полный пипец»).
«Kid Is Hot Tonight» была представлена в виде саундтрека MLB 2K9 на 2K Sports, и включена в заключительные сцены эпизода мультфильма «Американский папаша!» под названием «Office Spaceman» (рус. офисный пришелец), Сезон 3, Эпизод 56 (4 мая 2008 года).
В эпизоде Green Show Screen, Брэд Шервуд делает ремарку персонажу «Hover-boy»: «Я любил ваш альбом „Get Lucky“!»
В 2006 году в фильме «Собачий завтрак», плакат с группой Loverboy висит на стене детской спальни Мэрилин (играет Кейт Хэвлетт).
В 15-м эпизоде 5 сезона в комедийном телесериале «Студия 30», «It’s Never too Late for Now» (рус. Никогда не поздно), персонаж Скотта Эдсита, Пит Хорнбергер, говорит Фрэнку Росситано, что он был в группе Loverboy 3 месяца до ухода из группы ради стипендии колледжа в «TV Budgeting».
В 9-м эпизоде 5-го сезона «Клиники» Тодд имитирует выступление Майка Рено во время исполнения песни «Working For The Weekend».

## Дискография

### Студийные альбомы
| 1980                                          | Loverboy - Дата выхода: 1980 - Лейбл: Columbia Records                               | 17 | 13 | 12 | - CAN: 5× Платиновый - US: 2× Платиновый |
| 1981                                          | Get Lucky - Дата выхода: 3 ноября, 1981 - Лейбл: Columbia Records                    | 8  | 7  | 21 | - CAN: 3× Платиновый - US: 4× Платиновый |
| 1983                                          | Keep It Up - Дата выхода: 1983 - Лейбл: Columbia Records                             | 9  | 7  | 18 | - CAN: 2× Платиновый - US: 2× Платиновый |
| 1985                                          | Lovin' Every Minute of It - Дата выхода: 1985 - Лейбл: Columbia Records              | 22 | 13 | 17 | - US: 2× Платиновый                      |
| 1987                                          | Wildside - Дата выхода: 1987 - Лейбл: Columbia Records                               | 21 | 42 | 24 | - CAN: Золотой - US: Золотой             |
| 1997                                          | Six - Дата выхода: 4 Декабря, 1997 - Лейбл: CMC International                        | 26 | —  | —  |                                          |
| 2007                                          | Just Getting Started - Дата выхода: 27 Ноября, 2007 - Лейбл: E1 Entertainment Canada | 7  | —  | —  |                                          |
| 2012                                          | Rock 'n' Roll Revival - Дата выхода: 14 Августа, 2012 - Лейбл: Frontiers Records     | —  | —  | —  |                                          |
| «—» обозначает релизы, не отмеченные в чартах |                                                                                      |    |    |    |                                          |

### Концертные альбомы
| Год  | Об альбоме                                                                             |
| ---- | -------------------------------------------------------------------------------------- |
| 2001 | Live, Loud and Loose - Дата выхода: 19 Июня, 2001 - Лейбл: Sony Music/Columbia Records |

### Синглы
| 1981                                          | «Turn Me Loose»              | 7  | 35  | 6  | —  | 3  | 5  | —  | Loverboy                  |
| 1981                                          | «The Kid Is Hot Tonite»      | 30 | 55  | 42 | —  | —  | —  | —  | Loverboy                  |
| 1981                                          | «Working for the Weekend»    | 10 | 29  | 2  | —  | 16 | 11 | 23 | Get Lucky                 |
| 1982                                          | «When It's Over»             | 18 | 26  | 21 | —  | —  | —  | —  | Get Lucky                 |
| 1982                                          | «Jump»                       | —  | 101 | —  | —  | —  | —  | —  | Get Lucky                 |
| 1983                                          | «Hot Girls in Love»          | 9  | 11  | 2  | —  | —  | —  | —  | Keep It Up                |
| 1983                                          | «Queen of the Broken Hearts» | 29 | 34  | 11 | —  | —  | —  | —  | Keep It Up                |
| 1985                                          | «Lovin' Every Minute of It»  | 17 | 9   | 3  | —  | —  | —  | 18 | Lovin' Every Minute of It |
| 1985                                          | «Dangerous»                  | 67 | 65  | 23 | —  | —  | —  | —  | Lovin' Every Minute of It |
| 1986                                          | «This Could Be the Night»    | 44 | 10  | 9  | 30 | —  | —  | 21 | Lovin' Every Minute of It |
| 1986                                          | «Lead a Double Life»         | —  | 68  | —  | —  | —  | —  | —  | Lovin' Every Minute of It |
| 1986                                          | «Heaven In Your Eyes»        | 24 | 12  | —  | —  | —  | —  | —  | Top Gun (саундтрек)       |
| 1987                                          | «Notorious»                  | 24 | 38  | 8  | —  | —  | —  | —  | Wildside                  |
| 1987                                          | «Love Will Rise Again»       |    |     |    |    |    |    |    | Wildside                  |
| 1988                                          | «Break It to Me Gently»      | —  | —   | —  | —  | —  | —  | 97 |                           |
| 1989                                          | «Too Hot»                    | —  | 84  | 27 | —  | —  | —  | —  | Big Ones                  |
| «—» обозначает релизы, не отмеченные в чартах |                              |    |     |    |    |    |    |    |                           |

### Сборники
| Год  | Альбом                              | CRIA | RIAA    |
| 1989 | Big Ones                            | —    | —       |
| 1994 | Loverboy Classics                   | —    | Золотой |
| 1994 | Temperature's Rising                | —    | —       |
| 2003 | Love Songs                          | —    | —       |
| 2005 | Rock Breakout Years: 1985           | —    | —       |
| 2006 | We Are The '80s                     | —    | —       |
| 2007 | Turn Me Loose                       | —    | —       |
| 2008 | Playlist: The Very Best Of Loverboy | —    | —       |
| 2009 | Greatest Hits...The Real Thing      | —    | —       |